# Comarca de Ferrol
Comarca de Ferrol is een comarca van de Spaanse provincie A Coruña. De hoofdstad is Ferrol, de oppervlakte 613,4 km² en het heeft 163.669 inwoners (2005).

## Gemeenten
Ares, Fene, Ferrol, Mugardos, Narón, Neda, Valdoviño, As Somozas, Moeche, San Sadurniño en Cedeira.